# バーティカル・エアロスペース
バーティカル・エアロスペース (Vertical Aerospace) は、イギリスのブリストルに本社を置く航空宇宙メーカー。炭素を排出しない空飛ぶクルマ (eVTOL) を設計・製造する。

## 歴史

### 2016
2016年、会社はF1チームの元オーナーであり、OVO Energyの創業者兼CEOであるステファン・フィッツパトリックによって設立された。

### 2018
2018年6月、同社は"VA-X1"と呼ばれる750kgの電動クアッドコプターをケンブルのコッツウォルド空港で初飛行させた。この機体は遠隔操作されたVTOL無人機で4つの電動モーターがそれぞれダクトファン内部に配置されていた。

### 2019
2019年、同社は空飛ぶクルマ開発企業として初めてハネウェル社の顧客となり、バーティカル・エアロスペース社が将来使用する"VA-X4"向けに同社のフライ・バイ・ワイヤ式航空機制御システムを購入した。同年には2機目となる"VA-X2"を発表し、250kgの積載が可能なeVTOL機の飛行映像を世界初公開した。

### 2020
2020年には、これまでのマルチコプター型から固定翼型に機体デザインを大きく変えた"VA-1X"を発表した。これについてAviation Todayは、eVTOL業界全体が、固定翼の揚力を使って水平飛行する、リフト・クルーズ方式や可変有翼などのコンセプトへ移行している流れを受けたものであるとコメントしている。
また、F1で培った技術やアジャイルプロセスをeVTOLの開発に応用するためにVertical Advanced Engineeringを設立した。

### 2021
2021年2月には、"VA-1X"の複合材の開発でソルベイと提携することを発表した。3月にはロールスロイス社と提携し同社から電動システムの提供を受けることを発表した。
2021年5月、エアバス社のアーバン・エア・モビリティの元CEOであるエドワルド・ドミンゲス・プエルタが、最高商務責任者としてバーティカル・エアロスペースに入社した。2021年6月には、ヒュー・オズモンドが設立したSPACのBroadstone Acquisition Corpと合併することが発表された。さらに、ニューヨーク証券取引所に上場することも発表された。
2021年6月、ヴァージン・アトランティック航空が同社との提携の一環として、空飛ぶタクシーのサービスを検討していると報道された。同月、アメリカン航空は、""VA-X4""250機の予約注文と100機の追加注文で合意したと発表した。
同社の元々の計画では、2022年の商用飛行を目標としていた。しかし、最近では目標を2024年に変更している。

## VA-X4
VA-X4は、2024年にEASAの承認を取得予定の量産型機である。VA-X4は、最高速度は約325km/hで航続距離は約161km以上、4人の乗客とパイロットの計5人乗りであるとされる。
また、日本では国土交通省航空局による型式証明の取得も目指している。

## 提携企業と投資家
2021年6月、アメリカン航空、アボロン、ロールス・ロイス、ハネウェル、マイクロソフトM12などと提携先や出資者として関係を結んだ。ほかにも、GKNやソルベイと提携している。
アメリカン航空、アボロン、ヴァージンアトランティック航空との提携により、最大1000機の予約注文を受注している。